# Stanisław Romuald Rubaszewski
Stanisław Romuald Rubaszewski (ur. 14 czerwca 1903 w Stanisławowie (obecnie Ukraina), zm. 3 grudnia 1972 w Warszawie) – polski nauczyciel, oficer Armii Krajowej, więzień obozów koncentracyjnych.

## Życiorys
Urodził się 14 czerwca 1903 w Stanisławowie (obecnie Ukraina), w rodzinie pracownika starostwa powiatowego. W 1918 roku ukończył Państwowe I Gimnazjum w Stanisławowie.
W listopadzie tego roku wstąpił do Polskiej Organizacji Wojskowej, uczestniczył pod koniec maja 1919 w oswobodzeniu Stanisławowa z wojsk ukraińskich. Do lipca 1920 członek Małopolskiej Straży Obywatelskiej w Stanisławowie.
W czerwcu 1924 roku ukończył Państwowe Seminarium Nauczycielskie w Stanisławowie, następnie pracował jako nauczyciel w szkołach powszechnych w Bielszowicach (obecnie Ruda Śląska) oraz Nowej Wsi.
W 1928 roku mianowany kierownikiem Publicznej Szkoły Powszechnej nr XI w Królewskiej Hucie (obecnie Chorzów). W czerwcu 1930 roku ukończył Państwowy Wyższy Kurs Nauczycielski w Mysłowicach, rok później studia w Instytucie Pedagogicznym w Katowicach.
Działacz Bezpartyjnego Bloku Współpracy z Rządem oraz Związku Peowiaków.
Po wybuchu II wojny światowej podjął działalność konspiracyjną. Na początku 1940 roku wstąpił do Związku Walki Zbrojnej. Pełnił funkcję zastępcy szefa wywiadu Komendy Obwodu ZWZ Przemyśl. Pod koniec tego roku został referentem cywilnym (odpowiednik starosty) Komendy. W sierpniu 1942 mianowany kwatermistrzem Obwodu ZWZ Przemyśl.
Pod koniec sierpnia 1942 aresztowany przez gestapo we Lwowie, osadzony początkowo w Przemyślu, następnie w więzieniu przy ul. Montelupich w Krakowie. W połowie grudnia 1942 osadzony w obozie koncentracyjnym Auschwitz (nr obozowy 83781). Przebywał tam ponad dwa lata, aż do grudnia 1944, następnie osadzony w obozach koncentracyjnych: Buchenwald, Ohrdruf oraz Flossenbürg. Odzyskał wolność pod koniec kwietnia 1945 roku, po wkroczeniu do obozu wojsk amerykańskich.
Do grudnia 1945 roku przebywał w Stamsried (Bawaria, Niemcy), pełnił tam obowiązki przewodniczącego Rady Naukowej Polskiego Uniwersytetu Powszechnego. Później przeniósł się do Haren (Dolna Saksonia, Niemcy) w brytyjskiej strefie okupacyjnej, podjął pracę jako kierownik Działu Materiałowego miejscowego Zarządu Miejskiego. Tamże pełnił obowiązki przewodniczącego Komisji Weryfikacyjnej Oddziału Polskiego Związku Byłych Więźniów Politycznych Więzień i Obozów Koncentracyjnych, wkrótce został przewodniczącym Głównej Komisji Weryfikacyjnej. Członek Stowarzyszenia Polskich Kombatantów.
Pod koniec maja 1947 powrócił do kraju, zamieszkał w Przemyślu, gdzie do listopada 1949 pracował jako kierownik Wydziału Administracji miejscowego oddziału Centrali Produktów Naftowych.
W latach 1947–49 przewodniczący Okręgowej Komisji Weryfikacyjnej Polskiego Związku Byłych Więźniów Politycznych Hitlerowskich Więzień i Obozów Koncentracyjnych w Rzeszowie. W latach 1949–1950 ławnik Sądu Okręgowego w Przemyślu. Do 1955 roku pracownik oddziałów Narodowego Banku Polskiego w Lesznie i Opolu. Po przejściu na rentę inwalidzką zamieszkał w Warszawie.
Zmarł 3 grudnia 1972 w Warszawie, pochowany na cmentarzu Powązkowskim (kwatera 230-1-18).

## Odznaczenia
Odznaczony Medalem Niepodległości oraz Krzyżem Partyzanckim.